# Edsleskogs distrikt
Edsleskogs distrikt är ett distrikt i Åmåls kommun och Västra Götalands län. 
Distriktet ligger väster om Åmål. 

## Tidigare administrativ tillhörighet
Distriktet inrättades 2016 och utgörs av socknen Edsleskog i Åmåls kommun.
Området motsvarar den omfattning Edsleskogs församling hade vid årsskiftet 1999/2000.